# Cemeng, Pacitan
Cemeng är en administrativ by i Indonesien.   Den ligger i provinsen Jawa Timur, i den västra delen av landet, 500 km öster om huvudstaden Jakarta. Cemeng ligger vid sjön Telogo Jati.